# 2MASS J14002320+4338222
2MASS J14002320+4338222 ist ein Brauner Zwerg im Sternbild Jagdhunde. Er wurde 2006 von Kuenley Chiu et al. entdeckt. Er gehört der Spektralklasse L7 an.